# Trigonellin
Trigonellin är kemisk förening med formel C7H7NO2. Det är en zwitterjon som bildas genom metylering av kväveatomen av niacin (vitamin B3). Trigonellin är en produkt av niacinmetabolism som utsöndras i urinen hos däggdjur.

## Egenskaper
Trigonellin kristalliserar som ett monohydrat av alkohol i hygroskopiska prismor (smältpunkt 130 °C eller 218 °C [torr dec.]). Det är lättlösligt i vatten eller varm alkohol, men mindre i kall alkohol, och något i kloroform eller eter. Salterna kristalliserar som monohydroklorid i blad, svårlösliga i torr alkohol. Pikraten formar prismor (smältpunkt 198-200 °C) som är lösliga i vatten men svårlösliga i torr alkohol eller eter. Alkaloiden formar flera auriklorider, det normala saltet, B • HCl • AuCl3, utfälls när överskott av guldklorid sättes till hydrokloriden, och efter kristallisation ur utspädd saltsyra innehållande något guldklorid, har en smältpunkt av 198 °C. Kristalliserade ur vatten eller mycket utspädd saltsyra, bildar de smala nålar av B 4 • 3 HAuCl4 (smältpunkt 186 °C).
När trigonellin upphettas i slutna behållare med bariumhydroxid vid 120 °C, ger det upphov till metylamin, och om det behandlas på samma sätt med saltsyra vid 260 °C uppstår klor och nikotinsyra (en form av vitamin B3). Trigonellin är en metylbetain av nikotinsyra.

## Förekomst
Trigonellin förekommer naturligt i frön och frukter hos en rad växter, t. ex. kaffe.